# 1681
Évszázadok: 16. század – 17. század – 18. század
Évtizedek: 1630-as évek – 1640-es évek – 1650-es évek – 1660-as évek – 1670-es évek – 1680-as évek – 1690-es évek – 1700-as évek – 1710-es évek – 1720-as évek – 1730-as évek
Évek: 1676 – 1677 – 1678 – 1679 –  1680 – 1681 – 1682 – 1683 – 1684 – 1685 – 1686

## Események
- január 13. – Oroszország, valamint az Oszmán Birodalom és a Krími Kánság megköti a bahcsiszeráji békét.[1]
- februárban kitör az indonéz Krakatau két krátere (Perboewatan, Danan)
- március 28. – II. Károly angol király feloszlatja a parlamentet.[2]
- július 11. (Julián naptár szerint július 1.) – Angliában kivégzik Oliver Plunkett érseket.[3]
- július 13. – Az országgyűlés Esterházy Pált választja nádorrá.[4]
- május 24. – A Canal du Midi megnyitása.[5]
- szeptember 30. – Strasbourg kapitulál XIV. Lajos francia király serege előtt.[6]
- november 13. – A Habsburg hadak és a Thököly Imre vezette bujdosók serege közötti létrejön a hajdúszoboszlói fegyverszünet.[7]
- december 9. – Sopron városában megkoronázzák Eleonóra magyar királynét, I. Lipót harmadik feleségét.[8]

## Születések
- március 14. – Georg Philipp Telemann, német zeneszerző († 1767)
- augusztus 5. – Vitus Bering dán származású tengerész, az orosz haditengerészet kapitány-parancsnoka, felfedező († 1741)

Ismeretlen dátum:
- Dálnoki Veres Gerzson, költő († 1722 után)